# تپه باستانی ملک گور
تپه باستانی ملک گور مربوط به عصر آهن - اواخر است و در شهرستان گرمسار، بخش ایوانکی، شهر ایوانکی، جاده خاکی حسین، جاده فرعی کل ملک گور، کنار چاه آب بابا حیدر واقع شده و این اثر در تاریخ ۲۶ اسفند ۱۳۸۷ با شمارهٔ ثبت ۲۶۱۳۳ به‌عنوان یکی از آثار ملی ایران به ثبت رسیده است.